# Šťavel evropský
Šťavel evropský (Oxalis stricta) je jedním z několika druhů rodu šťavel, které jsou zavlečené do české přírody. Je to vlhkomilná, nízká bylina se žlutými květy a s listy připomínajícími jetel, která se často stává nepříjemným plevelem.

## Výskyt
Druh pocházející ze Severní Ameriky se rozšířil téměř do celé Evropy, východní Asie, Afriky i na Nový Zéland. Tento neofyt byl v české přírodě prvně popsán již v roce 1852, od té doby zde zdomácněl a postupně je roznášen do dalších oblastí republiky. V současnosti se vyskytuje roztroušeně po velké části České republiky, hojnější je v teplejších oblastech v nížinách než v chladném podhůří.
Nejvíce bývá rozšířen na půdách hlinitých a písčitých, dobře roste tam kde je dostatek humusu a málo vápna. Jeho kořeny jsou většinou v horní, orniční vrstvě. Nacházíme ho také na chudších kamenitých půdách které bývají průběžně dostatečně vlhké. Roste v zahradách, na polích, ve vinicích, v pískovnách, na okrajích lesů nebo v křovinách a na mnoha dalších polostinných stanovištích.

## Popis
Vytrvalá rostlina s přímými lodyhami, dlouhými 15 až 40 cm, jež vyrůstají z plazivých podzemních oddenků, které se lehce lámou. Lodyhy bývají někdy rozvětvené a poléhavé, v uzlinách však nezakoření. Jsou porostlé žlutavými až tmavě zelenými listy vyrůstajícími střídavě nebo ve zdánlivých přeslenech. Listy s dlouhými chlupatými řapíky bez palistů jsou trojčetné, 15 až 20 mm dlouhé a 15 až 25 mm široké. Jejich lístky jsou obsrdčité, celokrajné, na líci jsou lysé a na rubu krátce chlupaté. V noci a za nepříznivého počasí se lístky přes střední žilku svěšují.
Z úžlabí listů vyrůstají bezlisté stopky (nejméně dvakrát delší než řapíky), na jejichž konci jsou vidlanovitá nebo vijanovitá květenství složená ze tří až šesti drobných žlutých květů s krátkými čárkovitými listeny. Oboupohlavné květy mají pět světle zelených, kopinatých kališních lístků asi 3 mm dlouhých a pět 6 až 8 mm dlouhých žlutých, podlouhle vejčitých korunních lístků. Mezi nimi roste ve dvou kruzích deset tyčinek a centrálně umístěný pestík.
Pokud je květ v poupěti jsou jeho dlouhé chlupaté stopky svěšené, při kvetení se vzpřimují, po odkvětu se opět sklápí, a když plody dozrají, stopky se znovu vztyčí. Květy jsou otevřeny jen krátce, obvykle přibližně od 9 do 16 hodin a pak vadnou. Běžně jsou opylovány hmyzem, za nepříznivého počasí se neotvírají a opylují se vlastním pylem. Malá kolonie rostlin může kvést průběžně od července do září. Ploidie druhu je 2n = 24.
Plodem je zelená, vztyčená, podlouhlá, mírně pětihranná, 10 až 15 mm dlouhá tobolka. Má pět oddílů a v každém je asi deset hnědých, oválných, zploštělých semen s přívěskem. Asi 1 mm dlouhá semena s příčnými rýhami jsou z tobolky vystřelována pěti chlopněmi.

## Rozmnožování
Šťavel evropský se rozmnožuje semeny nebo podzemními oddenky, které se objevují tím více, čím více se půda kypří; dobře zakořeňují i jejich odlomené výběžky. Také na povrch vynesené oddenky mohou za vlhkého počasí snadno zakořenit.
Tobolky se zralými semeny náhle pukají, jejich chlopně se rychle svinují a semena jsou vymršťována i několik metrů daleko. Semena klíči nepravidelně, klíčivost si podržují několik let. Semenáčky vyrostlé z jara mohou kvést již téhož roku.

## Význam
Celá rostlina je jedlá, listy obsahující množství vitamínu C se pro svou kyselou chuť používají k dochucení salátů a nápojů. Pro velký obsah kyseliny šťavelové by se neměly používat ve větším množství, je zvláště škodlivá pro osoby s tendencí k  revmatismu, artritidě, dně a ke vzniku ledvinových kamenů. Celá rostlina obsahuje žluté barvivo.
Šťavel evropský bývá považován za obtížný plevel hlavně v zahradách, kde mu nejvíce prospívá zavlažování, vysoký obsah živin a stálé okopávání které ho nutí vytvářet nové a nové rostliny; je tam jen těžce vyhubitelný. Na polích zapleveluje nejčastěji okopaniny a to obvykle pouze na okrajích lánů. Při pravidelné střídání porostů nemá šanci se příliš rozšířit.

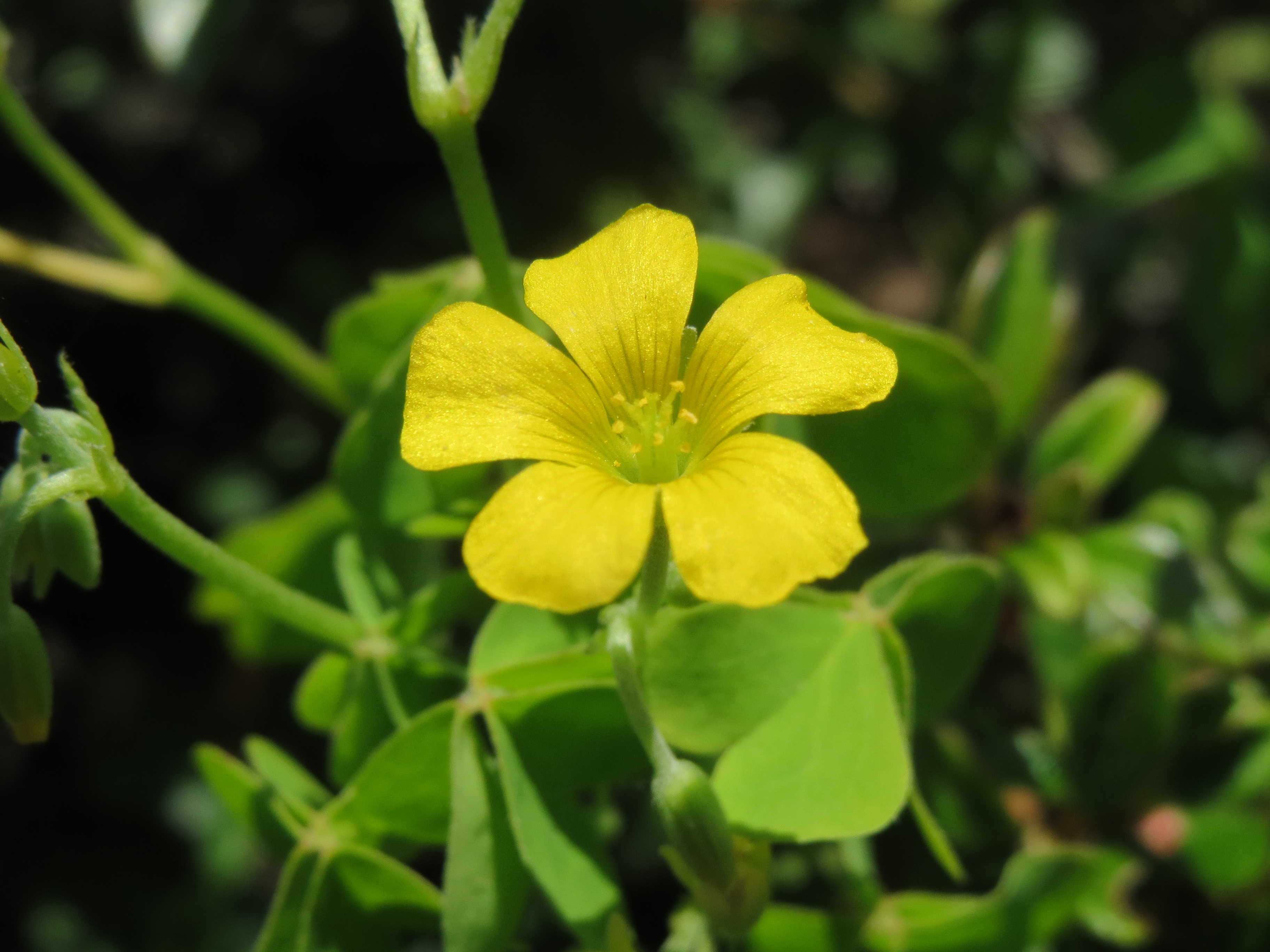
Květ
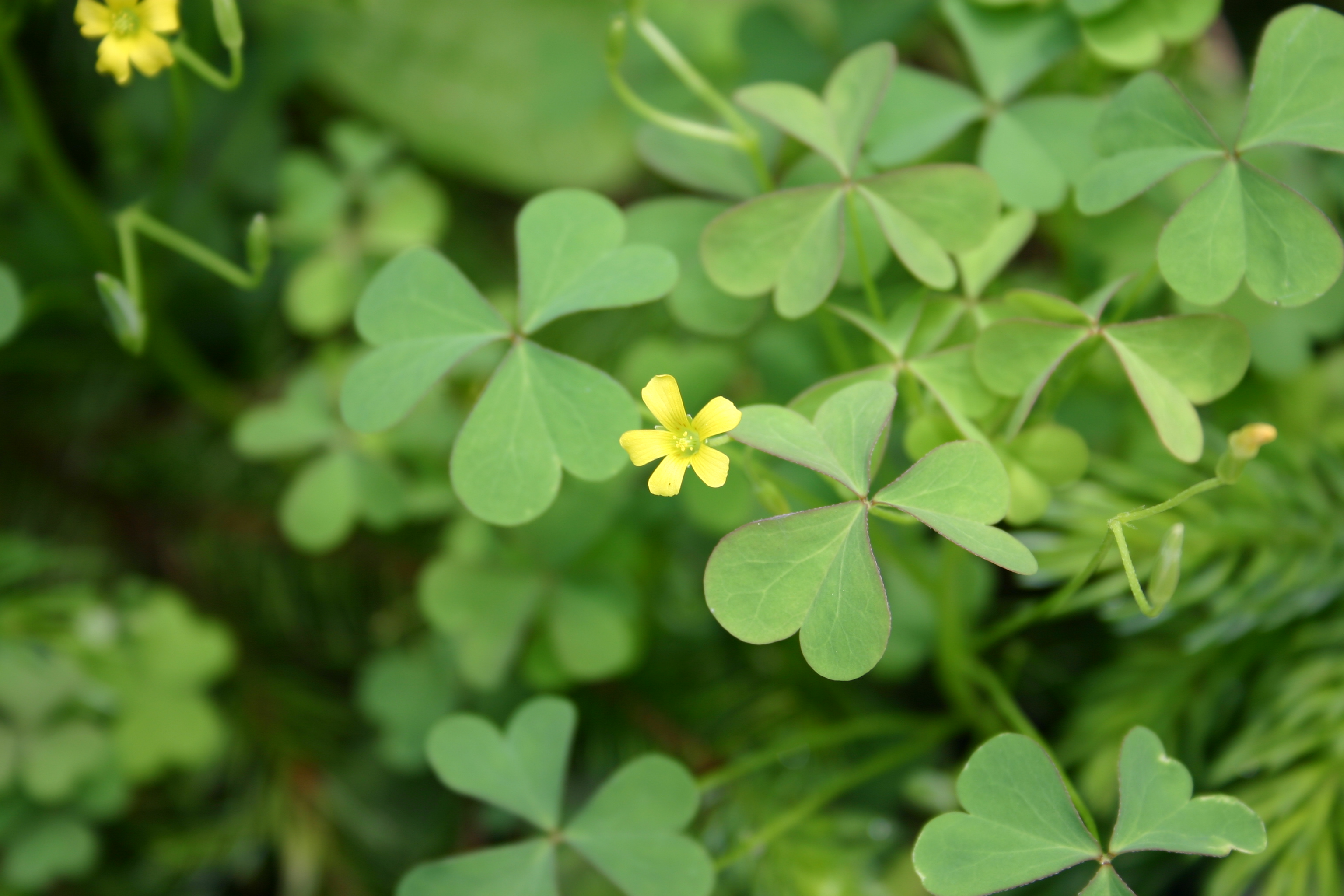
Listy
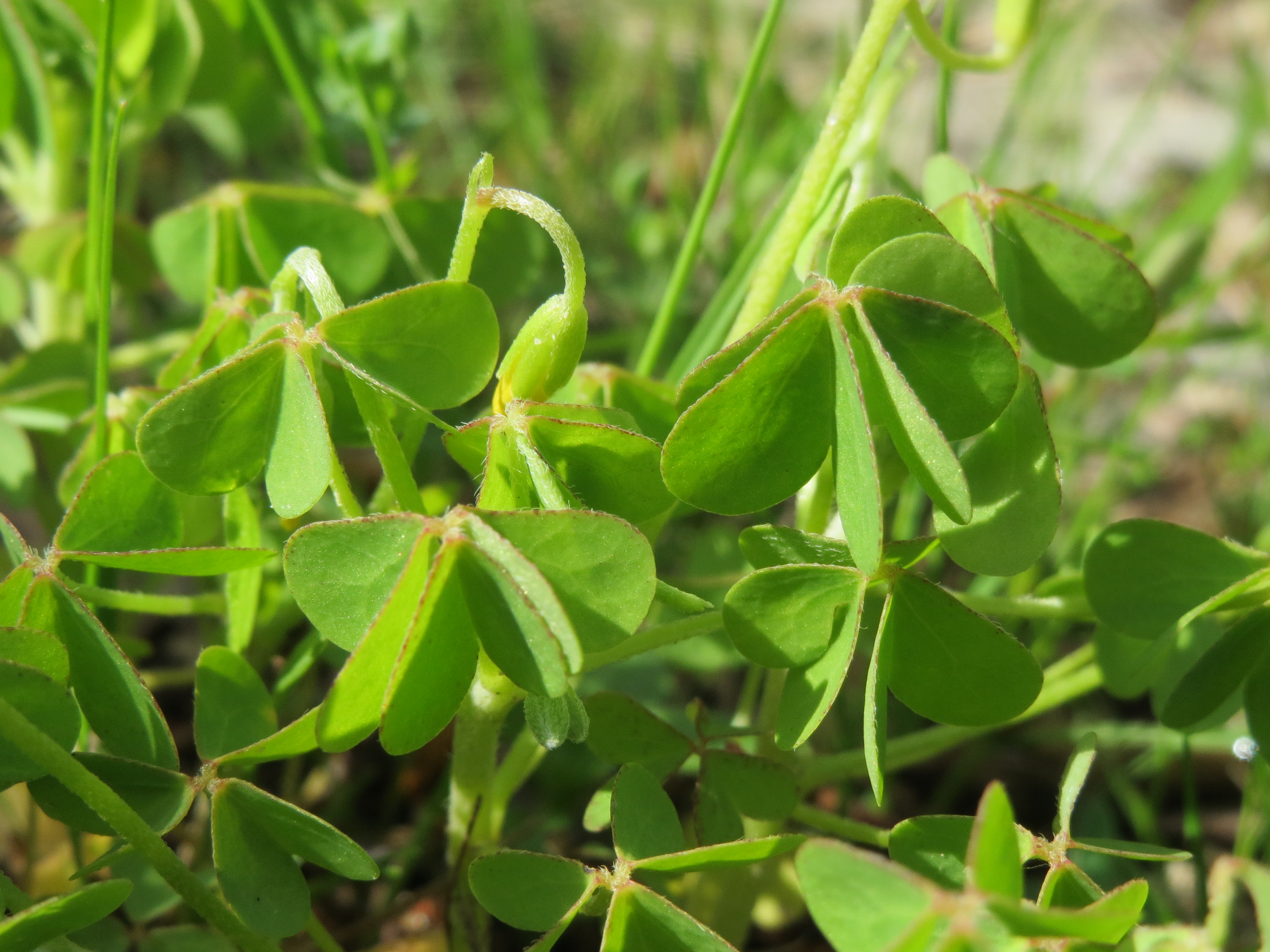
Svěšené listy
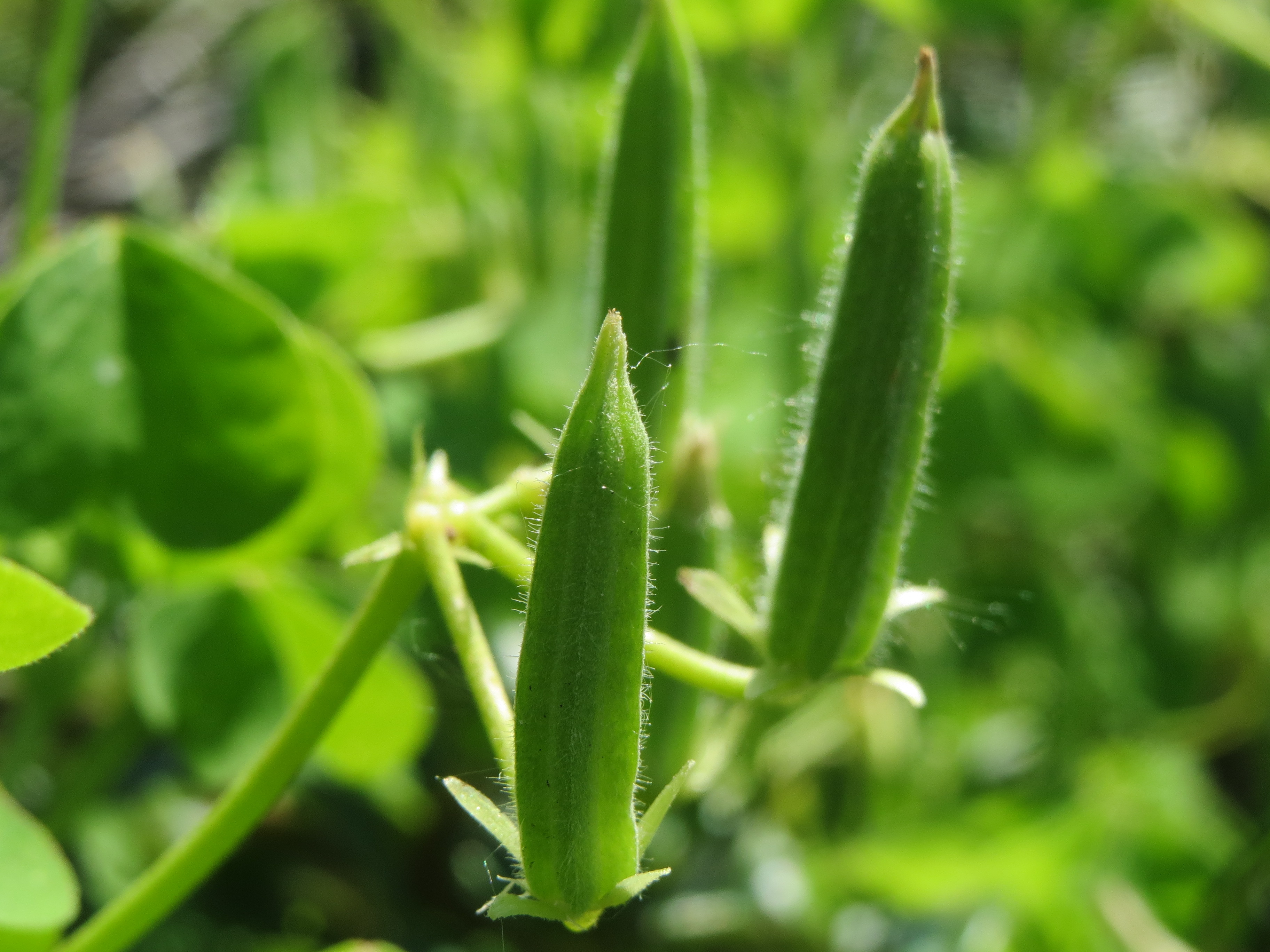
Dozrávající tobolky